# Girando
Girando es el décimo álbum de estudio de la banda de rock argentina Ratones Paranoicos, lanzado en agosto de 2003 por medio de Tocka Discos.

## Detalles
Este trabajo fue grabado a lo largo de 2003 en varios estudios de Buenos Aires, y fue producido por dos de los integrantes del trío G.I.T.: Alfredo Toth y Pablo Guyot.
Todas las canciones fueron escrita por Juanse, a excepción de "No hay" que fue compuesta por Fabián Vön Quintiero; los temas que más difusión tuvieron fueron "Sigue girando", "La fuga" y "No me importa tu dinero" cuyas canciones poseen videoclips adicionales con la participación de la actriz Marina Glezer. Este álbum contó con Alejandro Lerner y Déborah Dixon (de Las Blacanblus) como invitados.
La banda de origen español, Staytons, grabaron una versión de la canción Sigue Girando, la cual fue lanzada como single en 2021, dándole un sonido más electrónico.

## Lista de canciones
- Todas las canciones escritas por Juanse, excepto donde se indica.

1. Sigue girando (4:00)
2. Cristal (3:15)
3. No me importa tu dinero (3:54)
4. Simpatía (5:05)
5. La fuga (3:57)
6. La banda de rock and roll (2:55)
7. El balcón de Julieta (3:44)
8. Es para mí (3:11)
9. Conexión (3:16)
10. No hay (3:39) (Fabián Vön Quintiero)
11. Solo se (3:15)
12. Exsitar (instrumental) (2:30)

## Músicos
- Juanse - voz, guitarra, bajo, coros
- Sarco - guitarra, voz, coros
- Zorro - bajo, coros
- Ruben "Roy" Quiroga - batería, percusión

Invitados
- Alejandro Lerner
- Déborah Dixon